# Бонет (вітрило)

Ватер-зейль (знизу) і бротвінер (ззаду) гафельного грота шлюпа.

Боне́т (від ст.-фр. bonet — «тканина для головних уборів») — додаткове вітрило, що застосовувалося в XIV—XVI століттях. Являв собою смугу парусини, що встановлювалася під нижньою шкаториною основного вітрила, аналогічно ліселю. Уможливлював збільшити площу вітрила. Під бонетом могло встановлюватися ще одне додаткове вітрило — дра́блер (від англ. drabler, drabbler). На невеликих суднах застосовувався ватер-зейль (нід. water zeil — «водяне вітрило»), що кріпився під гіком.
Поступово бонети і драблери вийшли з ужитку, витіснені вітрилами, на яких була передбачена можливість зменшення площі за допомогою рифів.